# Oreophrynella seegobini
Espèce
Oreophrynella seegobini est une espèce d'amphibiens de la famille des Bufonidae.

## Répartition
Cette espèce est endémique du Guyana. Elle se rencontre à 2 088 m sur le tepuy Maringma.

## Description
Les mâles mesurent jusqu'à 20,6 mm.

## Étymologie
Cette espèce est nommée en l'honneur de Giuliano Seegobin.

## Publication originale
- Kok, 2009 : A new species of Oreophrynella (Anura: Bufonidae) from the Pantepui region of Guyana, with notes on O. macconnelli Boulenger, 1900. Zootaxa, no 2071, p. 35–49.